# Communauté de communes Portes de la Creuse en Marche
La communauté de communes Portes de la Creuse en Marche est une structure intercommunale française située dans le département de la Creuse et la région Nouvelle-Aquitaine.

## Historique
Elle est créée le 31 décembre 2013 par la fusion entre la communauté de communes Marche Avenir, la communauté de communes des Deux Vallées, une partie de la communauté de communes de la Petite Creuse et en intégrant la commune de Champsanglard.
Le 1er janvier 2019, Linard et Malval fusionnent pour constituer la commune nouvelle de Linard-Malval.

## Territoire communautaire

### Géographie physique
Située au nord  du département de la Creuse, la communauté de communes Portes de la Creuse en Marche regroupe 16 communes et présente une superficie de 345,3 km2.

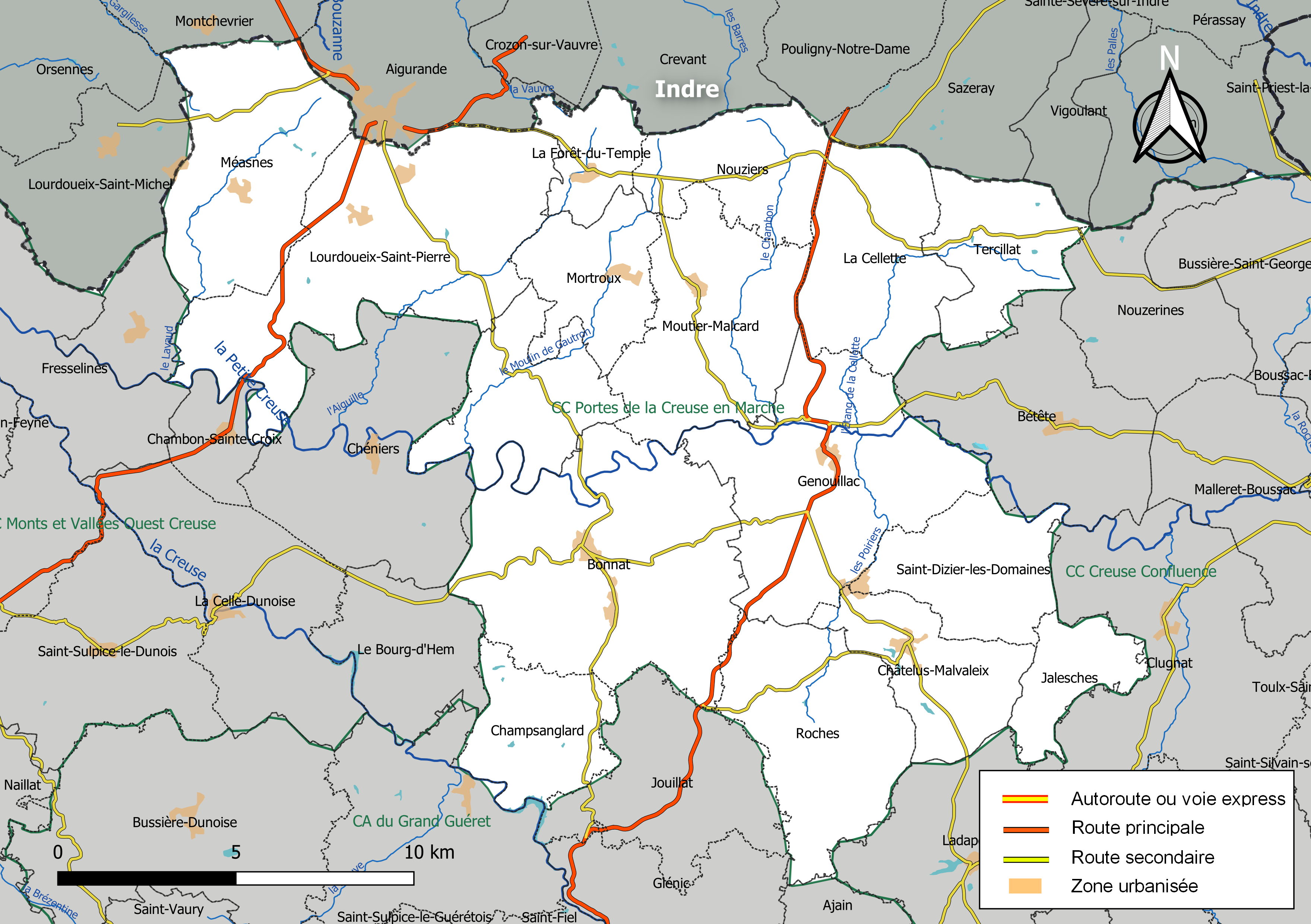
Carte de la communauté de communes Portes de la Creuse en Marche au 1er janvier 2019.

### Composition

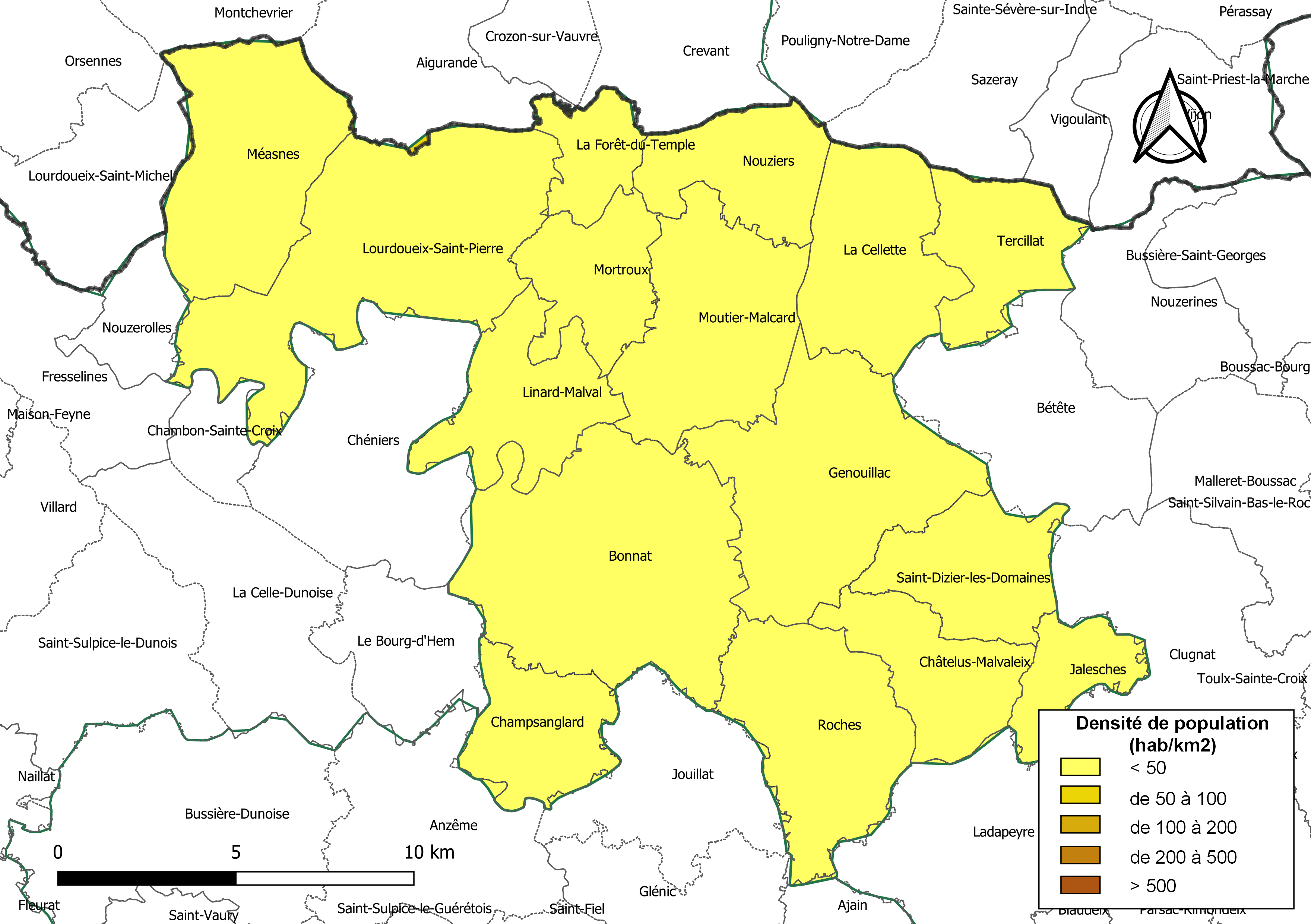
Carte des densités de population (millésimée 2016) des communes de la communauté de communes Portes de la Creuse en Marche. Composition en communes au 1er janvier 2019.

La communauté de communes est composée des 16 communes suivantes :

| Nom                       | Code Insee | Gentilé        | Superficie (km2) | Population (dernière pop. légale) | Densité (hab./km2) |
| ------------------------- | ---------- | -------------- | ---------------- | --------------------------------- | ------------------ |
| Genouillac (siège)        | 23089      | Genouillacois  | 35,76            | 724 (2022)                        | 20                 |
| Bonnat                    | 23025      | Bonnachons     | 45,79            | 1 354 (2022)                      | 30                 |
| La Cellette               | 23041      | Cellettois     | 21,48            | 251 (2022)                        | 12                 |
| Champsanglard             | 23049      |                | 13,64            | 255 (2022)                        | 19                 |
| Châtelus-Malvaleix        | 23057      | Castelluciens  | 14,97            | 545 (2022)                        | 36                 |
| La Forêt-du-Temple        | 23084      | Forestiers     | 7,72             | 143 (2022)                        | 19                 |
| Jalesches                 | 23098      | Jaleschois     | 8,45             | 94 (2022)                         | 11                 |
| Linard-Malval             | 23109      |                | 16,63            | 207 (2022)                        | 12                 |
| Lourdoueix-Saint-Pierre   | 23112      | Lourdoueisiens | 44,73            | 720 (2022)                        | 16                 |
| Méasnes                   | 23130      | Méasnois       | 27,63            | 525 (2022)                        | 19                 |
| Mortroux                  | 23136      | Morterolais    | 13,28            | 276 (2022)                        | 21                 |
| Moutier-Malcard           | 23139      |                | 25,81            | 558 (2022)                        | 22                 |
| Nouziers                  | 23148      | Nouziérois     | 14,33            | 250 (2022)                        | 17                 |
| Roches                    | 23162      | Rochois        | 25,55            | 371 (2022)                        | 15                 |
| Saint-Dizier-les-Domaines | 23188      |                | 15,89            | 203 (2022)                        | 13                 |
| Tercillat                 | 23252      | Tercillatois   | 13,64            | 154 (2022)                        | 11                 |

### Démographie
| 1968   | 1975  | 1982  | 1990  | 1999  | 2009  | 2014  | 2020  |
| ------ | ----- | ----- | ----- | ----- | ----- | ----- | ----- |
| 10 335 | 8 906 | 8 062 | 7 526 | 7 068 | 6 857 | 6 679 | 6 597 |

## Administration

### Siège
Le siège de la communauté de communes est situé à Genouillac.

### Les élus
Le conseil communautaire de la communauté de communes se compose de 27 conseillers, représentant chacune des communes membres et élus pour une durée de six ans.
Ils sont répartis comme suit :
| Nombre de conseillers | Communes                                     |
| --------------------- | -------------------------------------------- |
| 5                     | Bonnat                                       |
| 3                     | Genouillac, Lourdoueix-Saint-Pierre          |
| 2                     | Châtelus-Malvaleix, Méasnes, Moutier-Malcard |
| 1 (+1 suppléant)      | les 10 autres communes                       |

### Présidence
| Période      | Période  | Identité      | Étiquette | Qualité                     |
| ------------ | -------- | ------------- | --------- | --------------------------- |
| janvier 2014 | 2020     | Sylvie Martin | DVD       | Maire de Roches (2001-2020) |
| 2020         | En cours | Guy Marsaleix | LR        | Maire de Mortroux (2008- )  |

### Régime fiscal et budget
Le régime fiscal de la communauté de communes est la fiscalité professionnelle unique (FPU).